# Улица Ярославны (Чернигов)
Улица Ярославны (до 2023 года — улица Григория Щербины) (укр. Вулиця Ярославни) — улица в Деснянском районе города Чернигова. Пролегает от улицы Кольцевая до тупика, исторически сложившаяся местность (район) Александровка.
Нет примыкающих улиц.

## История
Согласно Топографической карте М-36-015, по состоянию местности на 1985 год улица не была проложена.
Изначально, в 2009 году городской комиссией по переименованию улиц, улицу рекомендовалось переименовать на улицу имени 77-й стрелковой дивизии.
Переименована, после вхождения села Александровка в состав города Чернигова, для упорядочивания названий улиц, поскольку в Чернигове уже была улица с данным названием в районе Лесковицы. 30 сентября 2013 года улица Лысенко была переименована на улица Григория Щербины — в честь русского дипломата, уроженца Чернигова Григория Степановича Щербины, согласно Решению Черниговского городского совета (городской глава А. В. Соколов) 33 сессии 6 созыва «Про переименование улиц города» («Про перейменування вулиць міста»).
С целью проведения политики очищения городского пространства от топонимов, которые возвеличивают, увековечивают, пропагандируют или символизируют Российскую Федерацию, 1 июня 2023 года улица получила современное название — в честь жены новгород-северского князя Игоря Святославича Ефросиньи Ярославны, согласно Решению Черниговского городского совета № 30/VIII-15 «Про переименование улиц в городе Чернигове» («Про перейменування вулиць у місті Чернігові»).

## Застройка
Улица пролегает в юго-западном направлении — в сторону безымянного ручья, впадающего в реку Стрижень — параллельно улице Сиверская. Парная и непарная стороны улицы заняты усадебной застройкой, частично не застроена.
Учреждения: нет